# Tom's Strategy
Tom's Strategy è un cortometraggio muto del 1916 scritto, diretto e interpretato da Tom Mix. Commedia di genere western, il film, prodotto dalla Selig, aveva come altri interpreti Victoria Forde, Betty Keller, Howard Farrell.

## Trama
Da Tom arriva in visita al ranch Howard Dunn con Betty, sua moglie. Un orso spaventa il cavallo di Betty che fugge, inseguito da Tom che, dopo essere riuscito a fermarlo, si china sulla donna caduta a terra. Florence, la ragazza di Tom, vede la scena e crede che il fidanzato stia baciando l'altra donna. Furibonda, decide di non voler più a che fare niente con quel traditore. Tom e l'amico seguono l'orso e lo uccidono. Poi Tom manda un biglietto a Florence in cui le scrive che è rimasto graffiato dall'orso. Lei arriva con alcuni amici sulla scena dove dovrebbe essere successo il fattaccio, ma Tom le dice che è stato tutto uno scherzo. La ragazza è di nuovo furiosa. In quel mentre giunge anche Howard, che ringrazia sentitamente Tom per avergli salvato la moglie. Finalmente Florence capisce cosa è successo e si riconcilia con Tom.

## Produzione
Il film fu prodotto dalla Selig Polyscope Company.

## Distribuzione
Distribuito dalla General Film Company, il film - un cortometraggio in una bobina - uscì nelle sale cinematografiche statunitensi il 2 settembre 1916.